# إدريس جونز
إدريس جونز (بالإنجليزية: Idris Jones) هو قسيس بريطاني، ولد في 1943.